# Diplodactylus taenicauda
Diplodactylus taenicauda (engelska: Golden Spiny-Tailed Gecko eller Golden-Tailed Gecko) är en ödleart som återfinns i New South Wales och Queensland i östra Australien, främst i skog- och bushmark.
Arten beskrevs av  De Vis 1886. Diplodactylus taenicauda ingår i släktet Diplodactylus och familjen geckoödlor. IUCN kategoriserar arten globalt som nära hotad. Inga underarter finns listade i Catalogue of Life.

## Försvarsmekanism
Diplodactylus taenicauda kan producera en illaluktande vätska som den sprutar ut från sin svans om den känner sig hotad för att skrämma bort rovdjur.